# Die Nacht der Drachen
Die Nacht der Drachen ist der erste von neun Romanen der Fantasy-Reihe Drachenritter-Zyklus des US-amerikanischen Autors Gordon R. Dickson. Er wurde erstmals 1976 als The Dragon and the George von Ballantine veröffentlicht. Auf Deutsch wurde der Roman unter dem Titel Die Nacht der Drachen publiziert, der in der Übersetzung durch Irene Holicki 1980 bei Heyne erschien. 

## Handlung
Jim Eckert hat einen Doktortitel in mittelalterlicher Geschichte und hofft auf eine Dozentenstelle an einer Universität in Riveroak, Minnesota, wo er als Assistent eines Geschichtsprofessors arbeitet. Er ist mit Angie Farrell verlobt, die in englischer Literatur promoviert und als Laborassistentin des Psychologie-Absolventen Grottwald Weinar Hansen arbeitet. Während eines von Grottwalds Experimenten in Astralprojektion verschwindet Angie plötzlich. Um sie ausfindig zu machen, zwingt Jim Grottwald, das Experiment mit ihm selbst zu wiederholen. Grottwald ist der Meinung, den Fehler gefunden zu haben und beide unbeschadet in die Gegenwart zurückzuholen und startet das Experiment erneut.
Als Nächstes wird Jim angebrüllt, er solle aufstehen und folgen. Jim wird erst jetzt bewusst, dass ihn ein riesiger Drache angeschrien hat. Der Drache nennt ihn „Gorbash“, sich selbst „Onkel Smrgol“. Smrgol führt ihn durch ein riesiges Höhlensystem zu einer Versammlung der Drachen. Während der Versammlung wird ein weiblicher „Georg“ als Gefangene präsentiert, die sich als Angie entpuppt, präsentiert. Jim wird bewusst, dass er in den Körper eines Drachen namens Gorbash versetzt wurde und dass Drachen sprechen können. Jim versteht das Gesprochene und kann selbst sprechen und dass Menschen als Georgen bezeichnet werden. Im Laufe der Versammlung wird beschlossen, Angie als Geisel für ein Lösegeld zu behalten.
Jim bietet sich an, den Zauberer Carolinus aufzusuchen, der als Mittler zwischen Drachen und Menschen fungieren soll. Jim erwartet Hilfe von Carolinus und bittet ihn, ihn weder in einen Menschen zu verwandeln und samt Angie zur Erde zurückzuschicken. Jim wird bewusst, dass er sich in einer mittelalterlichen Fantasy-Version eines England mit magischer Energie befindet. Er erklärt Carolinus seine Situation. Carolinus bietet gegen Bezahlung seine Unterstützung an. Seine Beweggründe sind jedoch andere: Das Auftauchen von Jim in Gorbashs Körper bringt das Gleichgewicht von Gut und Böse durcheinander. Dies spricht er mit der „Revision“ (eine sich als Baßstimme zeigende Wesenheit, die die Guthabenkonten der Magietreibenden verwaltet) ab.
Durch Einsatz von Magie erkennt Carolinus, dass „Bryagh“, der Anführer der Drachen, Angie zum „verhaßten Turm“ gebracht hat. In diesem Turm herrscht das Böse, dass Carolinus bekämpfen will. Er gibt Gorbash/Jim eine Quest auf, im Zuge derer Jim Gefährten finden muss, die im Kampf gegen den Turm helfen müssen. Jim beginnt seine Suche und findet zuerst „Secoh“ einen Teichdrachen, der aber erst gegen Ende des Buches wieder in Erscheinung tritt. Der nächste Kampfgenosse ist Sir Brian Neville-Smythe, ein Ritter, der Jagd auf Drachen macht. Jim kann einen Kampf verhindern und überzeugt den Ritter von seiner Geschichte. 
Brian missversteht einige der Erklärungen und hält Jim für James Baron von Riveroak, also einen gleichberechtigten Adligen. Wohingegen Carolinus der Überzeugung ist, wegen seines Studiums, einen stümperhaften Adepten der Magie in Jim erkannt zu haben. Brian muss seine Angebetete Geronde befragen, ob er Sir James Hilfe bei der Befreiung von Lady Angela (Angie) leisten darf. Auf dem Weg zu deren Burg begegnen sie Aragh, einem englischen Wolf und Freund von Gorbash. Aragh befreit sie aus dem Umzingelung von „Sandmerkern“, telepathisch begabten Monstren, und schließt sich der Gruppe an.
Weitere Mitstreiter finden sich in Danielle, einer Bogenschützin, Dafydd ap Hywel, einem walisischen Mesterbogenschützen und einer Schar Geächteter unter der Führung von Giles o'the Wold, der Danielles Vater ist. Bevor sie gegen den verhaßten Turm ziehen, müssen sie zuerst Lady Geronde aus der Gefangenschaft von Sir Hugh befreien. Dieser hat in der Zwischenzeit Burg Malvern eingenommen und Geronde als Geisel in ihrer eigenen Burg gefangengesetzt. Die Truppe entwirft einen Schlachtplan, erobert die Burg zurück und befreit Geronde. Jim wird von Sir Hugh schwer verletzt, weil er seine Drachenkräfte völlig überschätzt.
Nachdem Jim wieder genesen ist, macht sich die Truppe auf zum Turm, um Jim bei der Befreiung Angies zu helfen. Als er sich erholt, stellt er fest, dass Smrgol und Carolinus sich der Suche angeschlossen haben, obwohl Smrgol einen Schlaganfall erlitten hat und daher nur noch begrenzte Fähigkeiten einsetzen kann. Am nächsten Morgen findet Jim heraus, dass Sir Hugh Secoh gefangen hat. Mit Hilfe seiner Gefährten gelingt es Jim, Sir Hugh und seine Männer zu vertreiben, Secoh zu befreien und die Sandmerker zu überwinden. Die Gruppe erreicht den verhaßten Turm, wo sie sich Bryagh zusammen mit einem monströsen Wurm, einem Oger, Sandmerkern und Harpyien stellen. Mit etwas Coaching von Smrgol bekämpft Jim den Oger, während Sir Brian es mit dem Wurm aufnimmt, Aragh sich um die Sandmerker kümmert, Dafydd die Harpyien abwehrt, Smrgol und Secoh Bryagh angreifen und Carolinus mittels Magie die negativen Zauber des Bösen abwehrt. Die Helden können ihre Feinde besiegen, aber Smrgol wird getötet und Dafydd verwundet.
Jim findet Angie, die sagt, dass ihre Gedanken einen Teil der Zeit in Jims Körper gewesen sind. Nach einigem Überlegen entscheiden sich Jim und Angie, in der Fantasiewelt zu bleiben. Carolinus trennt Jim von Gorbash und da Sir Hugh besiegt ist, wird dessen Burg Malencontri nun Jim und Angie zugesprochen. Die beiden stehen nun vor der Wahl in ihre eigene Zeit zurückzureisen, oder bei ihren neu gewonnenen Freunden als Burgbesitzer zu bleiben. Die beiden entscheiden sich fürs Bleiben, woraufhin die Revision mitteilt, dass Jim dadurch ein Guthabenkonto besitzt.

## Trivia
- Die Bezeichnung „Georg“ für einen Menschen führt zurück auf Sankt Georg, den Drachentöter zurück
- Das Buch beruht auf der Kurzgeschichte St. Dragon and the George, die Dickson bereits 1957 verfasste. Auf Deutsch wurde sie 1985 in Drachenwelten (ISBN 3-453-31114-0) unter dem Titel St. Drache und der Georg veröffentlicht
- 1982 wurde mit The Flight of Dragons ein Animationsfilm auf Basis des Buchs veröffentlicht

## Ausgaben
- The Dragon and the George. Ballantine Books, 1976, ISBN 0-345-25361-2.
  - Die Nacht der Drachen. Heyne, 1980, ISBN 3-453-30670-8.